# Federica Mastrodicasa
Federica Mastrodicasa (Penne, 5 febbraio 1988) è una pallavolista italiana, centrale del Castelfranco.

## Carriera
La carriera di Federica Mastrodicasa inizia nella stagione 2004-05 quando entra a far parte del Club Italia, squadra gestita dalla FIPAV, con cui disputa la Serie B2; nella stagione 2005-06, con il Montesilvano Volley, partecipa al campionato di Serie B1, mentre in quella successiva è all'Arabona, in Serie C.
Nell'annata 2007-08 viene ingaggiata dal Loreto in Serie B1: al club marchigiano resta legata per quattro stagioni, ottenendo una promozione in Serie A2 al termine del campionato 2008-09 e vincendo una Coppa Italia di Serie A2 nella stagione 2010-11.
Dopo una stagione trascorsa con il Cuatto Giaveno, in serie cadetta, con cui conquista la promozione in Serie A1, nella stagione 2012-13 si lega al San Casciano, ottenendo anche in questo caso, oltre alla vittoria della Coppa Italia di Serie A2 2013-14, la promozione in massima serie al termine dell'annata 2013-14 e dove esordisce, con la stessa squadra, nella stagione 2014-15.
Torna nuovamente in Serie A2 per il campionato 2015-16 accasandosi alla neopromossa Pesaro, dove resta per due stagioni, per poi spostarsi al Cuneo Granda, nella stessa divisione. Ritorna in Serie A1 per la stagione 2018-19, ingaggiata dal Savino Del Bene di Scandicci, mentre in quella seguente disputa ancora una volta il campionato cadetto, stavolta con il Roma Club.
Per l'annata 2020-21 fa ritorno nella terza serie nazionale, ingaggiata dal Castelfranco.

## Palmarès

### Club
- Coppa Italia di Serie A2: 2

2010-11, 2013-14